# والگرینز بوتز آلینس
والگرینز بوتز آلینس (انگلیسی: Walgreens Boots Alliance) شرکت هلدینگ چند ملیتی آمریکایی است که دفتر مرکزی آن در دیرفیلد، ایلینوی قرار دارد و مالک والگرینز بوتز و تعدادی از شرکت‌های داروسازی، عمده‌فروشی و توزیع می‌باشد. این شرکت در ۳۱ دسامبر ۲۰۱۴ پس از خرید ۵۵ درصد سهام جدید در انگلستان و سوئیس شکل گرفت. کل هزینه این خرید، ۴٫۹ میلیارد دلار پول نقد و ۱۴۴ میلیون سهم مشترک با ارزش منصفانه ۱۰٫۷ میلیارد دلار بود. پیش از این ۴۵ درصد از شرکت را به مبلغ ۴ میلیارد دلار و ۸۳ میلیون سهم مشترک در اوت ۲۰۱۲ خریداری کرده بود. پس از اتمام معاملات، والگرینز یکی از شرکت‌های تابعه شرکت تازه‌تأسیس شد.
به موجب این ادغام، شرکت جدید به سه بخش تقسیم شد: خرده‌فروشی داروسازی آمریکا (والگرینز)، خرده‌فروشی دارویی (بوتز)، و عمده‌فروشی دارویی، شامل واحد مراقبت‌های بهداشتی شد. شرکت دارایی جدید در ۳۱ دسامبر ۲۰۱۴ بازار بورس را شروع کرد. در ۲۶ ژوئن ۲۰۱۸، والگرینز بوتز جایگزین جنرال‌الکتریک در شاخص صنعتی داو جونز شد.